# ジョン・ペティ (初代シェルバーン伯)
初代シェルバーン伯爵ジョン・ペティ（英: John Petty, 1st Earl of Shelburne、1706年 - 1761年5月14日）は、アイルランドおよびイギリスの貴族、政治家。
アイルランド貴族ケリー＝リックナウ男爵（ケリー伯爵）フィッツモーリス家の次男として生まれるが、母方の姓ペティに改姓し、1753年にはペティ家に由来する爵位シェルバーン伯爵に叙せられた。イギリス首相を務める第2代シェルバーン伯爵ウィリアム・ペティは長男である。

## 経歴
1706年にアイルランド貴族の第21代ケリー＝リックナウ男爵トマス・フィッツモーリス（後にケリー伯に叙される）とその妻アン（経済学者ウィリアム・ペティの娘）の間の次男として生まれる。第2代ケリー伯となるウィリアム・フィッツモーリスは兄にあたる。
1743年から1751年にかけてケリー選挙区から選出されてアイルランド議会でホイッグ党の庶民院議員を務める。
1751年に母方の姓ペティに改姓し、ペティ家に由来する爵位を与えられるようになり、1751年10月7日にはアイルランド貴族フィッツモーリス子爵(Viscount FitzMaurice)とダンケロン男爵(Baron Dunkerron)、1753年6月6日にはアイルランド貴族シェルバーン伯爵(Earl of Shelburne)に叙せられた。
1754年から1760年にかけてウィコム選挙区から選出されてグレートブリテン議会の庶民院議員となる。
1760年5月20日にはグレートブリテン貴族バッキンガム州におけるチッピング・ウィコムのウィコム男爵(Baron Wycombe, of Chipping Wycombe in the County of Buckingham)に叙せられ、貴族院議員に列した。
1761年5月14日に死去した。

## 爵位
1751年10月7日に以下の爵位を新規に叙される。
- 初代フィッツモーリス子爵 (1st Viscount FitzMaurice)
(勅許状によるアイルランド貴族爵位)
- 初代ダンケロン男爵 (1st Baron Dunkerron)
(勅許状によるアイルランド貴族爵位)

1753年6月6日に以下の爵位に新規に叙される。
- 初代シェルバーン伯爵 (1st Earl of Shelburne)
(勅許状によるアイルランド貴族爵位)

1760年5月20日に以下の爵位に新規に叙される。
- バッキンガム州におけるチッピング・ウィコムの初代ウィコム男爵 (1st Baron Wycombe, of Chipping Wycombe in the County of Buckingham)
(勅許状によるグレートブリテン貴族爵位)

## 家族
1734年に従妹にあたるメアリー（父初代ケリー伯トマス・フィッツモーリスの弟ウィリアムの娘）と結婚し、彼女との間に以下の2子を儲ける。
- 長男 ウィリアム・ペティ (1737-1805)、政治家、陸軍軍人。第2代シェルバーン伯爵位を継承。1784年にランズダウン侯爵に叙される
- 次男 トマス・フィッツモーリス (1742-1793)